# Тротциг, Ида
Ида Тротциг (швед. Ida Bertha Trotzig, 6 сентября 1864, Кальмар — 11 ноября 1943, Санкт-Маттеус) — шведский фотограф, этнограф, японовед и писательница.

## Биография
Ида родилась в 1864 г. в Кальмаре. Она была дочерью Якоба Хенрика Магнета и Берты Амандаиды. Когда ей исполнилось 20 лет, она обучалась в стокгольмском университетском колледже Констфак. В 1888 после долгой переписки она вышла замуж за своего дядю по материнской линии Германа Тротцига, жившего в иностранном анклаве в японском Кобе. Брак пришлось заключать в Германии, где их близкородственные отношения не считались серьёзной проблемой.
Всего Ида Тротциг в Японии провела 33 года. Здесь она изучала японские язык и культуру, в том числе японскую живопись на холсте, а также чайную церемонию и икебану, за которые получила диплом. На это она потратила 10 лет и стала первой иностранкой, получившей диплом за чайное мастерство. В 1911 г. она опубликовала богато иллюстрированную книгу Cha-no-yu, japanernas teeceremoni, целиком посвящённую чайной церемонии. Вернувшись в Швецию в первый раз в 1898 г., она публиковала свои заметки в шведских газетах и журналах, сотрудничала с Этнографическим музеем Швеции. В следующий раз она вернулась из Японии в 1909 г. и прожила в Швеции до 1912 г. После смерти мужа в 1921 г. Ида вернулась в Швецию насовсем. C 1921 г. она работала в чайной компании James Lundgren & Co в Гётеборге, занималась популяризацией в Швеции чая и чайных традиций.
Своим главным достижением Ида считала создание в 1935 г. в Юргордене японского дома для чайных церемоний, просуществовавшего до пожара 1969 г. и воссозданного только в 1990 г. Ещё от неё осталась коллекция фотографий, сделанных в Японии с 1900 г., копии японских картин и акварели, которые были переданы Этнографическому музею.
Ида Тротциг умерла в Стокгольме в 1943 г. От брака с Германом Тротцигом у неё родились три дочери. Внучка Иды от старшей дочери Инес, Габи Стенберг, стала актрисой. Ещё две дочери погибли в результате тайфуна.